# Kozjak (pasmo górskie w północnej Macedonii Północnej)
Kozjak (maced. Козјак) – pasmo górskie w północno-wschodniej Macedonii Północnej, nad granicą z Serbią.
Kozjak leży między rzekami Pczińa na północy i zachodzie, Kriwą Reką na południu oraz jej dopływami Małą Reką i Bistricą na wschodzie. Pasmo ma długość około 15 km, jego łuk rozciąga się tak, że początkowy kierunek zachód-wschód, zamienia się stopniowo w południowy. Kozjak jest zbudowany przeważnie ze starych skał prekambryjskich i paleozoicznych, w południowej części znajdują się skały wulkaniczne, głównie andezyty. Wyższe partie rozciągają się na wysokości od 800 do 1000 m n.p.m. Szczyty są niskie i zaokrąglone. Najwyższy szczyt to Peren - 1326 m n.p.m. Pod wpływem działalności człowieka, głównie przez wycinkę drzew, szybko postępują procesy erozji. Dlatego większość cieków wodnych na górze zasilana jest głównie przez wodę z roztopów, a w trakcie lata są suche. Silna erozja, brak drzew i brak wody są powodem niemal całkowitego wyludnienia masywu.